# Mary Osborne, vévodkyně z Leeds
Mary Osborne, vévodkyně z Leeds (rozená Godolphinová; 1723 – 3. srpna 1764) se narodila jako dcera Henrietty Godolphinové, rozené Churchillové, 2. vévodkyně z Marlborough, a hraběte Francise Godolphina, což z ní činilo vnučku mocného vládního tria za vlády královy Anny. Přes matku byla vnučkou známého generála Johna Churchilla, vévody z Marlborough a královniny blízké přítelkyně Sarah Churchillové a přes otce Sidneyho Godolphina, 1. hraběte z Godolphinu.
Mary byla považována za nemanželské dítě známého dramatika Williama Congreva, s nímž udržovala vévodkyně Henrietta dlouhodobý vztah. Francis Godolphin ji však uznal za vlastní dceru a tak mohla vyrůstat s dětmi z Godolphinovy rodiny. I přes to se rychle šířily klepy o otcovství Lady Mary a její babička z matčiny strany ji neuznala až do roku 1740. To bylo v době, kdy Sarah, vévodkyně vdova z Marlborough, sjednala Maryin sňatek s Thomasem Osbornem, 4. vévodou z Leeds; svatba se konala 26. června 1740. Manželé měli jediné přeživší dítě, syna Francise, který se narodil 29. ledna 1751.
Mary, vévodkyně z Leeds, zemřela 3. srpna 1764.